# Monoplacophora
Os Monoplacophora (do grego monos, um + plax, placa + phora, portador) são uma classe de moluscos que se julgava extinta, até que em 1952 foi recolhido de sedimentos marinhos de grande profundidade onde foi encontrado um espécime vivo, na região do Golfo do Panamá. O nome "Monoplacophora" significa 'portador de uma placa'. Vivem em fundos oceânicos profundos.
Muito pouco é conhecido acerca deste grupo de animais. Possuem um única concha arredondada de simetria bilateral e assemelham-se aos quitones (Classe Polyplacophora). A sua concha é muitas vezes fina e frágil. O apex da concha é anterior.
É o ancestral dos gastrópodes, sua evolução deu origem aos caramujos, caracóis, lesmas, etc.
Os segmentos corporais apresentam uma repetição primitiva, com órgãos similares em vários segmentos. Esta organização assemelha-se à existente em alguns anelídeos, sugerindo assim uma ligação evolutiva entre este e os moluscos.
Movimentam-se através de um pé circular. As trocas gasosas são executadas por 5 ou 6 pares de brânquias, existentes de cada lado do corpo. A sua cabeça é reduzida e não possui olhos nem tentáculos. Alimentam-se de lama e detritos.
Neopilina galatheae foi a primeira espécie a ser descoberta. Espécimes anteriores datavam esta espécie do Paleozóico. Estes moluscos têm entre 0,5 e 3,0 cm de comprimento.
Os gêneros recentes ocorrem em águas profundas do pacífico, Atlântico Sul e Índico. Parecem se alimentar de dedritos orgânicos sobre substrato não consolidado.
São datados de um dos mais antigos seres do planeta terra
A classe possui quatro ordens: Cyrtonellida (Cambriano Inferior-Devoniano Médio - 50 gêneros); Tyblidiida (Cambriano Médio-Recente - 20 gêneros); Bellerophontida (Cambriano Médio-Triássico Inferior - 60 gêneros); Pelagiellida (Cambriano Inferior?-Superior - 5 gêneros).
Ordem Tryblidiida Tryblidioidea
Ordem Tryblidioidea
- Superfamília Tryblidiacea
  - Família Laevipilinidae
    - Género Laevipilina. H. McLean, 1979

  - Família Monoplacophoridae
    - Género Monoplacophorus L. I. Moskaslev, Y. A. Starobogatov & Z. A. Filatova, 1983

  - Família Neopilinidae
    - Género Neopilina H. Lemche, 1957
      - Subgénero Lemchephila L. I. Moskalev, Y. A. Starobogatov & Z. A. Filetove, 1983
      - Subgénero Lemchephyala (= Lemchephila) L. I. Moskalev, Y. A. Starobogatov & Z. A. Filetove, 1983

    - Micropilina
    - Género Rokopella
    - Género Veleropilina

  - Família Tryblidiidae
    - Subfamília Neopilininae
      - Género Neopilina H. Lemche, 1957
        - Subgénero Neopilina
          - Espécie Neopilina galathea H. Lemche, 1957
          - Espécie Neopilina veleronis R. J. Menzies & W. Layton, 1963

    - Subfamília Tryblidiinae

  - Família Vemidae
    -       - Género Vema. H. Clarke & R. J. Menzies, 1959
        - Espécie Vema ewingi. H. Clarke & R. J. Menzies, 1959

Como citado acima, a concha desses animais possui um formato achatado quando adultos, sendo seu pé muscular também achatado. Sua boca fica localizado na região anterior, onde vão apresentar o véu e tentáculos pós-orais em ambos os lados de seu corpo, os quais possuem função sensorial. A cavidade do manto é constituída por um par de sulcos paliais laterais, ou seja, vai se expandir sobre todo o corpo e pé.
Dentro da cavidade palial há entre cinco e seis pares de brânquias monopectinadas e simétricas (que podem ser chamadas de ctenídeos) que variam de cinco a oito ramificações principais em um dos lados e ramificações vestigiais no outro, no interior do sulco palial, a corrente respiratória entra lateralmente e o percorre em sentido posterior. O grupo possui ainda oito pares de músculos pediosos sendo cinco retratores principais ligando o pé à concha e três anteriores.
Esses animais são dioicos, ou seja, um indivíduo possui apenas um sexo, e possuem um par de gônadas a cada lado do intestino, as quais vão ser conectadas a partir de gonodutos, e é por ele que os gametas serão liberados e em seguida a fecundação será feita, pelo que tudo indica, de forma externa
Circulando as gônadas e o coração, encontra-se a cavidade pericardial, sendo ela dorsal e posterior e caracterizada pela presença de um celoma que as circunda. A circulação ocorre da seguinte maneira, o sangue oxigenado provém de cinco pares de brânquias, sendo que os quatro primeiros são liberados no par anterior de aurículas, e o sangue proveniente do quinto par é liberado no segundo, e ambos os pares de aurículas levam o sangue para a aorta dorsal, que o leva para o hemocele.
Para a realização da excreção e osmorregulação são utilizados os metanefrídios, podendo apresentar de 3 a 6 pares, e que ficam localizados na lateral do animal e apresentando múltiplos pares de nefridióporos que se abrem próximo as brânquias, na cavidade do manto.
O sistema nervoso desses animais é caracterizado pela presença de um par de gânglios cerebrais, que possui um anel nervoso associado ao sistema digestivo, desse anel origina-se cordões nervosos interligados por comissuras, dos quais um par são cordões viscerais que abrangem a região do manto, e o outro par são cordões nervosos podais.
Em seu interior encontra-se o tubo digestório que se inicia em uma cavidade bucal revestida por cutícula, a qual apresenta uma rádula e um órgão sub-radular quimiossensorial, em seguida, está o esôfago, com dois divertículos e uma glândula salivar; e, por fim o estômago, que tem um sulco alimentar ciliado e uma glândula digestiva de cada lado. O estômago desses animais pode também apresentar um saco de estilete e ceco gástrico, mas nunca um escudo gástrico, dá lugar a um intestino enrolado com um ânus posterior e ventral.
A digestão dos alimentos nesses animais inicia-se pela boca, em seguida segue para o esôfago e estômago, onde fica o saco do estilete e as glândulas digestivas, as quais possuem a função de processar esse alimento, em seguida será levado até o intestino espiral e, por fim, as fezes serão eliminadas pelo ânus. Por serem animais bentônicos, ligados ao substrato, acredita-se que a alimentação desses animais é composta por detritos orgânicos presentes no solo.
Os monoplacóforos possuem a cavidade celomática, onde estão localizadas as gônadas e o coração. O coração é posterior e dorsal e apresenta um par de ventrículos (um de cada lado do reto) e dois pares de aurículas. O sangue que possui oxigênio é levado pelos quatro primeiros pares de brânquias, e chega ao par interior de aurículas, ao mesmo tempo que o sangue oxigenado levado pelo quinto par de brânquias chega ao segundo par de aurículas.
Cada par de aurícula abre-se em um ventrículo, que carrega o sangue até uma única aorta dorsal, que por sua vez descarrega o sangue na hemocele. Alguns estudos afirmam que os dois celomas estão ligados ao esôfago, e a recorrência ordenada dos órgãos, pode ser considerada uma característica especializada
Os monoplacóforos podem ter de três a seis pares de metanefrídios localizados lateralmente, com múltiplos pares de nefridióporos abrindo-se próximo à base das brânquias, na cavidade do manto.

São animais dioicos, ou seja, apresenta apenas um sexo por animal, tem dois pares de gônadas (uma de cada lado do intestino), vão ser conectadas via gonodutos e é por ele que os gametas são liberados. Assim, ocorre, provavelmente, fertilização externa. E o desenvolvimento nesses grupos ainda não é conhecido.